# 16177 Пельцер
16177 Пельцер (16177 Pelzer) — астероїд головного поясу, відкритий 5 січня 2000 року.
Тіссеранів параметр щодо Юпітера — 3,528.